# トーマス・トンピオン

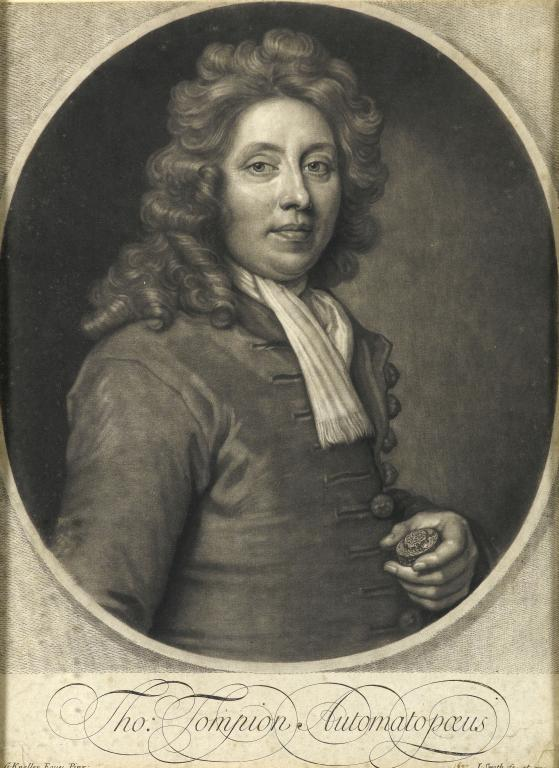
トーマス・トンピオン

トーマス・トンピオン（Thomas Tompion、1639年 - 1713年）はイギリスの時計師である。
生涯に高品質な約650個のクロックと約5500個のウォッチを製作し、フランスのアブラアム＝ルイ・ブレゲと並び称され、現在「イギリスの時計製作の父」と評価されている。
弟子にジョージ・グラハムがいる。

## 略歴
- 1676年 - 一年巻きの時計を製作し、この時計はサー・ジョナス・ムーア（Sir Jonas Moore ）からジョン・フラムスティードに贈られた[4]。
- 1693年 - 旅行用の携帯時計を製作した[5]。
- 1695年 - シリンダー式脱進機を発明した[5]。